# ローマ＝フラスカーティ線
ローマ＝フラスカーティ線（イタリア語: Ferrovia Roma-Frascati）は、イタリアの首都ローマ近郊の鉄道路線。ローマ中心部のローマ・テルミニ駅を起点とし、フラスカーティ駅（ローマ県フラスカーティ）に至る。トレニタリアによって運行されており、ラツィオ地方鉄道網 (FL lines) FL4 (it:FL4) （旧称FR4）の一部を構成する。
この路線は、教皇国家最初の鉄道として敷設され1856年に開業した、イタリアで最も古い鉄道路線の一つである。開業当時は、ポルタ・マッジョーレ駅からフラスカーティ＝カンピテッリ駅までの路線で、全長は20kmであった。

## 歴史
1848年11月25日政府の委員会とピオ・ラティーナ社との間でローマとフラスカーティの鉄道建設についての許可の署名が行われた。教皇国家の事件（ローマ共和国 (19世紀)）が原因で作業は何度も中断と再開を繰り返した。
8年かけて鉄道は敷設され、ローマにポルタ・マッジョーレ駅、フラスカーティの中心から3kmの所にカンピテッリ駅、さらにひとつのトンネルが設けられた。これら全ての建設作業は作業者と管理者180人が従事するJohn Oliver York が持つ企業York &C.により行われた。
ローマ・フラスカーティ鉄道は1856年7月14日に営業が開始され、所要時間は28分で1日に朝3本、昼に2本の運行が許可された。
1874年、路線はローマ・テルミニ駅に接続され、古いポルタ・マッジョーレ駅は取り壊された。1881年に始まった市内中心にあるカンピテッリ駅までの延長作業は、1884年2月2日に新しいフラスカーティ駅の開業となり、新しい区間に残っていた古い駅の線路も破棄された。
1943年のフラスカーティ空襲で鉄道駅とレールは破壊された。トンネルはドイツ国防軍により、連合国のアンツィオへの上陸を迎撃する巨大列車砲（280mm）を隠すために使われた。
1945年にはローマ＝フラスカーティ線の鉄道の運行は通常機能に回復した。チャンピーノとフラスカーティの間にあった2つの駅ガッレリーア・ディ・チャンピーノ（チャンピーノトンネルの意）とヴァッレ・ヴェルミリアは現在は使われていない。

## 沿線、駅と停車場
|  | 0     | ローマ・テルミニ                                                                | ローマ・テルミニ                  |
|  |       | Innesto alla rete fondamentale                                                  |                                   |
|  |       | チヴィタヴェッキア / レオナルド・エクスプレス（フィウミチーノ空港）への内部接続 |                                   |
|  | 4.25  | ローマ・カジリーナ 通過のみ                                                     | ローマ・カジリーナ 通過のみ       |
|  |       | ラティーナ / ネットゥーノへの内部接続                                           |                                   |
|  |       |                                                                                 |                                   |
|  | 9.98  | カパンネッレ ローマ市内区間の境界                                               | カパンネッレ ローマ市内区間の境界 |
|  |       | グランデ・ラッコルド・アヌラーレ                                                |                                   |
|  | 13.92 | チャンピーノ 複線区間はここまで                                                 | チャンピーノ 複線区間はここまで   |
|  |       | ヴェッレトリ / アルバーノ・ラツィアーレ / カッシーノ - ナポリへの分岐           |                                   |
|  |       | チャンピーノ・トンネル                                                          |                                   |
|  | 23.58 | フラスカーティ                                                                  | フラスカーティ                    |